# Montedoro
Montedoro es una comuna siciliana de 1.781 habitantes. Su superficie es de 14 km². Su densidad es de 127 hab/km². Forma parte de la región italiana de Sicilia. Esta ciudad está situada en la provincia de Caltanissetta. Las comunas limítrofes son Bompensiere, Canicattì (AG), Mussomeli, Racalmuto (AG),  y Serradifalco. Felipe IV de Sicilia (Felipe V de España) creó el marquesado de Montedoro.

## Evolución demográfica
| Gráfica de evolución demográfica de Montedoro entre 1861 y 2001 |
|                                                                 |
| Fuente ISTAT - elaboración gráfica de Wikipedia                 |